# Aulnoy
Aulnoy är en kommun i departementet Seine-et-Marne i regionen Île-de-France i norra Frankrike. Kommunen ligger i kantonen Coulommiers som tillhör arrondissementet Meaux. År 2022 hade Aulnoy 363 invånare.

## Befolkningsutveckling
Antalet invånare i kommunen Aulnoy
| Referens: INSEE |